# Karl Friedrich Burdach
Karl Friedrich Burdach (12 de junio de 1776 en Leipzig-16 de julio de 1847 en Königsberg) fue un fisiólogo alemán.

## Trayectoria
Allí se graduó en medicina en 1800; En 1807 fue profesor de la Universidad de Leipzig, en 1811 profesor de fisiología y anatomía en la Universidad Dorpat, en 1814 profesor en la Universidad Königsberg.
En 1838 Burdach publicó su libro titulado: Traité de physiologie considérée comme science d'observation. Translation of Die Physiologie als Erfahrungswissenschaft. publicado 1838. Baillière.
La palabra biología en su sentido moderno parece haber sido introducida independientemente por Gottfried Reinhold Treviranus (Biologie oder Philosophie der lebenden Natur, 1802) y por Jean-Baptiste Lamarck (Hydrogéologie, 1802). Generalmente se dice que el término fue acuñado en 1800 por Karl Friedrich Burdach, aunque se menciona en el título del tercer volumen de Philosophiae naturalis sive physicae dogmaticae: Geologia, biologia, phytologia generalis et dendrologia, por Michael Christoph Hanow publicado en 1766.
Su alumno Karl Ernst von Baer de Dorpat fue su ayudante.
Burdach trabajó con Gottfried Reinhold Treviranus y Jean-Baptiste de Lamarck en biología moderna con Johann Wolfgang von Goethe en 1796, Burdach publicó en 1800.

## Obras
- Asklepiades und John Brown : Pleine Parallele. Leipzig: G.B. Meissner, 1800 (siehe Brownianismus)
- Handbuch der Pathologie. Leipzig 1808
- Der Organismus menschlicher Wissenschaft und Kunst. Leipzig 1809
- Encyklopädie der Heilwissenschaft. Leipzig: Mitzky
- Die Literatur der Heilwissenschaft. Gotha: Perthes, 1810
- Anatomische Untersuchungen : bezogen auf Naturwissenschaft und Heilkunst. PLeipzig: Hartmann, 1814
- Vom Baue und Leben des Gehirns. Leipzig: Dyk. 3 Teile: Teil 1 1819, Teil 2 1822, Teil 3 1826.
- Beschreibung des untern Theils des Rückenmarks. In : Konigsberg, Königliche Anatomische Anstalt. Berichte, etc. no. 1. 1818
- Bemerkungen über den Mechanismus der Herzklappen. In : Konigsberg, Königliche Anatomische Anstalt. Berichte, etc. no. 3. 1820
- Ansichten des Elektro-Magnetismus. In : Konigsberg, Königliche Anatomische Anstalt. Berichte, etc. no. 5. 1822
- Die Physiologie als Erfahrungswisssenschaft. Leipzig: Voß. 6 Bände. 1826-1840
- Historisch-statistische Studien über die Cholera-Epidemie vom Jahre 1831. Königsberg 1832
- Der Mensch nach den verschiedenen Seiten seiner Natur. Anthropologie für das gebildete Publicum. Stuttgart 1837
- Blicke ins Leben. 1898-1910